# Kranenbroek
Kranenbroek is een buurtschap in de gemeente Helmond in de Nederlandse provincie Noord-Brabant. De buurtschap ligt ten westen van de stad Helmond, iets voorbij de buurtschappen Berenbroek, Medevoort en Diepenbroek. Kranenbroek wordt in de toekomst onderdeel van de nieuwe wijk Brandevoort.
Hoofdplaats: Helmond

Wijken: Binnenstad · Helmond-Oost · Helmond-Noord · 't Hout · Brouwhuis · Helmond-West · Warande · Stiphout · Rijpelberg · Dierdonk · Brandevoort · Industriegebied Zuid

Buurtschappen: Berenbroek · Croy · De Weijer · Diepenbroek · Geeneind · Kloostereind · Kranenbroek · Kruisschot (Dierdonk) · Kruisschot (Stiphout) · Medevoort · Overbrug · Rijpelberg · Scheepstal 

Noord-Brabant: Steden en dorpen      Nederland: Provincies · Gemeenten